# Associazione Calcio Verona 1951-1952

## Piazzamenti
- Serie B: 10º posto.

## Rosa
| N. |                   | Ruolo | Calciatore          |
| -- | ----------------- | ----- | ------------------- |
|    | Italia (bandiera) | P     | Gianfranco Dosso    |
|    | Italia (bandiera) | P     | Eros Lovo           |
|    | Italia (bandiera) | D     | Bruno Bosio         |
|    | Italia (bandiera) | D     | Diego Fanin         |
|    | Italia (bandiera) | D     | Rosario Firullo     |
|    | Italia (bandiera) | D     | Pietro Sforzin      |
|    | Italia (bandiera) | D     | Gino Zanoni         |
|    | Italia (bandiera) | C     | Adelmo Battistella  |
|    | Italia (bandiera) | C     | Sante Begalli       |
|    | Italia (bandiera) | C     | Giovanni Bellagamba |
|    | Italia (bandiera) | C     | Franco Frasi        |
|    | Italia (bandiera) | C     | Cesare Franchini    |
|    | Italia (bandiera) | C     | Emilio Furlani      |

| N. |                   | Ruolo | Calciatore          |
| -- | ----------------- | ----- | ------------------- |
|    | Italia (bandiera) | C     | Gian Luigi Girelli  |
|    | Italia (bandiera) | C     | Mario Marini        |
|    | Italia (bandiera) | C     | Ugo Pozzan          |
|    | Italia (bandiera) | C     | Luigino Tessaro     |
|    | Italia (bandiera) | C     | Gastone Zera        |
|    | Italia (bandiera) | A     | Renato Dini         |
|    | Italia (bandiera) | A     | Pietro Leoni        |
|    | Italia (bandiera) | A     | Emanuele Massari    |
|    | Italia (bandiera) | A     | Gino Pivatelli      |
|    | Italia (bandiera) | A     | Sergio Sega         |
|    | Italia (bandiera) | A     | Elio Vaccari        |
|    | Italia (bandiera) | A     | Giovanni Zamperlini |

## Risultati

### Campionato

#### Girone di andata
| 9 settembre 1951 1ª giornata | Salernitana | 3 – 1 | Verona |  |

| 16 settembre 1951 2ª giornata | Fanfulla | 0 – 1 | Verona |  |

| 7 ottobre 1979 3ª giornata | Verona | 0 – 2 | Piombino |  |

| 11 marzo 4ª giornata | Genoa | 2 – 0 | Verona |  |

| 7 ottobre 1951 5ª giornata | Verona | 1 – 1 | Marzotto Valdagno |  |

| 14 ottobre 1951 6ª giornata | Vicenza | 5 – 2 | Verona |  |

| 21 ottobre 1951 7ª giornata | Verona | 3 – 0 | Reggiana |  |

| 7 settembre 1997 8ª giornata | Modena | 0 – 0 | Verona |  |

| 4 novembre 1951 9ª giornata | Verona | 1 – 2 | Monza |  |

| 18 novembre 1951 10ª giornata | Treviso | 2 – 1 | Verona |  |

| 2 dicembre 1951 11ª giornata | Verona | 2 – 2 | Venezia |  |

| 20 gennaio 1952 12ª giornata | Stabia | 2 – 0 | Verona |  |

| 16 dicembre 1951 13ª giornata | Verona | 1 – 0 | Catania |  |

| 14 dicembre 14ª giornata | Verona | 2 – 0 | Messina |  |

| 30 dicembre 1951 15ª giornata | Pisa | 1 – 3 | Verona |  |

| 6 gennaio 1952 16ª giornata | Verona | 3 – 0 | Siracusa |  |

| 21 dicembre 1947 17ª giornata | Livorno | 2 – 2 | Verona |  |

| 17 novembre 18ª giornata | Verona | 3 – 3 | Brescia |  |

| 21 settembre 1958 19ª giornata | Roma | 1 – 0 | Verona |  |

#### Girone di ritorno
| 3 febbraio 1952 20ª giornata | Verona | 3 – 0 | Salernitana |  |

| 10 febbraio 1952 21ª giornata | Verona | 3 – 1 | Fanfulla |  |

| 17 febbraio 1952 22ª giornata | Piombino | 2 – 0 | Verona |  |

| 2 marzo 1952 23ª giornata | Verona | 0 – 0 | Genoa |  |

| 9 marzo 1952 24ª giornata | Marzotto Valdagno | 2 – 3 | Verona |  |

| 16 marzo 1952 25ª giornata | Verona | 1 – 0 | Vicenza |  |

| 23 marzo 1952 26ª giornata | Reggiana | 1 – 1 | Verona |  |

| 30 marzo 1952 27ª giornata | Verona | 1 – 0 | Modena |  |

| 6 aprile 1952 28ª giornata | Monza | 1 – 0 | Verona |  |

| 13 aprile 1952 29ª giornata | Verona | 0 – 1 | Treviso |  |

| 20 aprile 1952 30ª giornata | Venezia | 1 – 0 | Verona |  |

| 27 aprile 1952 31ª giornata | Verona | 2 – 0 | Stabia |  |

| 4 maggio 1952 32ª giornata | Catania | 1 – 1 | Verona |  |

| 11 maggio 1952 33ª giornata | Messina | 0 – 0 | Verona |  |

| 25 maggio 1952 34ª giornata | Verona | 2 – 0 | Pisa |  |

| 1º giugno 1952 35ª giornata | Siracusa | 2 – 0 | Verona |  |

| 8 giugno 1952 36ª giornata | Verona | 3 – 0 | Livorno |  |

| 15 giugno 1952 37ª giornata | Brescia | 4 – 0 | Verona |  |

| 22 giugno 1952 38ª giornata | Verona | 0 – 0 | Roma |  |

## Statistiche

### Statistiche di squadra
| Competizione | Punti | In casa | In casa | In casa | In casa | In casa | In casa | In trasferta | In trasferta | In trasferta | In trasferta | In trasferta | In trasferta | Totale | Totale | Totale | Totale | Totale | Totale | DR |
| Competizione | Punti | G       | V       | N       | P       | Gf      | Gs      | G            | V            | N            | P            | Gf           | Gs           | G      | V      | N      | P      | Gf     | Gs     | DR |
| ------------ | ----- | ------- | ------- | ------- | ------- | ------- | ------- | ------------ | ------------ | ------------ | ------------ | ------------ | ------------ | ------ | ------ | ------ | ------ | ------ | ------ | -- |
| Serie B      | 38    | 19      | 11      | 5       | 3       | 31      | 12      | 19           | 3            | 5            | 11           | 15           | 32           | 38     | 14     | 10     | 14     | 46     | 44     | +2 |

### Statistiche dei giocatori
| Giocatore      | Serie B  | Serie B |
| Giocatore      | Presenze | Reti    |
| -------------- | -------- | ------- |
| A. Battistella | 19       | 1       |
| S. Begalli     | 5        | 1       |
| G. Bellagamba  | 2        | 0       |
| B. Bosio       | 27       | 0       |
| R. Dini        | 33       | 10      |
| G. Dosso       | 3        | -4      |
| D. Fanin       | 36       | 1       |
| R. Firullo     | 2        | 0       |
| C. Franchini   | 2        | 0       |
| F. Frasi       | 38       | 1       |
| E. Furlani     | 5        | 0       |
| G. Girelli     | 2        | 0       |
| P. Leoni       | 4        | 2       |
| E. Lovo        | 35       | -40     |
| M. Marini      | 29       | 0       |
| E. Massari     | 7        | 1       |
| G. Pivatelli   | 32       | 10      |
| U. Pozzan      | 34       | 4       |
| S. Sega        | 31       | 5       |
| P. Sforzin     | 24       | 3       |
| L. Tessaro     | 4        | 1       |
| E. Vaccari     | 3        | 0       |
| G. Zamperlini  | 35       | 4       |
| G. Zanoni      | 3        | 0       |
| G. Zera        | 3        | 0       |